# Hukam
Hukam é uma palavra punjabi derivada do árabe hukm, que significa meaning "comando" ou "ordem." No Sikhismo, ela significa literalmente "desejo divino." Uma crença Sikh de que tudo no Universo acontece de acordo com o desejo de uma força que Cria, que é única, onipresente  que é referênciada com Waheguru.